# Xã Saluda, Quận Jefferson, Indiana
Xã Saluda (tiếng Anh: Saluda Township) là một xã thuộc quận Jefferson, tiểu bang Indiana, Hoa Kỳ. Năm 2010, dân số của xã này là 1.370 người.